# Steve Fletcher
Steve Fletcher (Wigan, 26 luglio 1972) è un ex calciatore inglese, di ruolo attaccante.

## Carriera
Steven Mark Fletcher è un ex calciatore inglese che ha giocato come attaccante per il Bournemouth, dove detiene il record di presenze del club. Fletcher ha iniziato la sua carriera all'Hartlepool United e ha fatto il suo debutto in prima squadra nel 1990. Due anni dopo, si è trasferito al Bournemouth, dove avrebbe giocato per le successive 15 stagioni, segnando 88 gol in campionato in 493 presenze. Fletcher è entrato a far parte del Chesterfield nel 2007 e ha trascorso una stagione con il club prima di trasferirsi al Crawley Town. Fletcher è poi tornato al Bournemouth nel 2009 ed è diventato assistente allenatore del club nel 2011. Dopo essersi dimesso da quella posizione undici mesi dopo, ha avuto il suo primo periodo in prestito, trascorrendo un mese con Plymouth Argyle. Fletcher è stato descritto come un target man, a causa della sua grande figura e capacità di direzione.

## Statistiche

### Presenze e reti nei club
| Stagione              | Squadra               | Campionato            | Campionato | Campionato | Coppe nazionali | Coppe nazionali | Coppe nazionali | Coppe continentali | Coppe continentali | Coppe continentali | Altre coppe | Altre coppe | Altre coppe | Totale | Totale |
| Stagione              | Squadra               | Comp                  | Pres       | Reti       | Comp            | Pres            | Reti            | Comp               | Pres               | Reti               | Comp        | Pres        | Reti        | Pres   | Reti   |
| --------------------- | --------------------- | --------------------- | ---------- | ---------- | --------------- | --------------- | --------------- | ------------------ | ------------------ | ------------------ | ----------- | ----------- | ----------- | ------ | ------ |
| 1990-1991             | Hartlepool Utd        | FoD                   | 14         | 2          | FACup+CdL       | 1+0             | 0               | -                  | -                  | -                  | FLT         | 1           | 0           | 16     | 2      |
| 1991-1992             | Hartlepool Utd        | TD                    | 18         | 2          | FACup+CdL       | 2+2             | 0+1             | -                  | -                  | -                  | FLT         | 3           | 1           | 25     | 4      |
| Totale Hartlepool Utd | Totale Hartlepool Utd | Totale Hartlepool Utd | 32         | 4          |                 | 5               | 1               |                    | -                  | -                  |             | 4           | 1           | 41     | 6      |
| 1992-1993             | Bournemouth           | SD                    | 31         | 4          | FACup+CdL       | 0+2             | 0               | -                  | -                  | -                  | FLT         | 2           | 0           | 35     | 4      |
| 1993-1994             | Bournemouth           | SD                    | 36         | 6          | FACup+CdL       | 2+4             | 0+1             | -                  | -                  | -                  | FLT         | 1           | 0           | 43     | 7      |
| 1994-1995             | Bournemouth           | SD                    | 40         | 6          | FACup+CdL       | 0+4             | 0               | -                  | -                  | -                  | FLT         | 1           | 0           | 45     | 6      |
| 1995-1996             | Bournemouth           | SD                    | 7          | 1          | FACup+CdL       | 2+1             | 0               | -                  | -                  | -                  | FLT         | 1           | 0           | 11     | 1      |
| 1996-1997             | Bournemouth           | SD                    | 35         | 7          | FACup+CdL       | 1+2             | 0+1             | -                  | -                  | -                  | FLT         | 0           | 0           | 38     | 8      |
| 1997-1998             | Bournemouth           | SD                    | 42         | 12         | FACup+CdL       | 3+2             | 1+0             | -                  | -                  | -                  | FLT         | 6           | 1           | 53     | 14     |
| 1998-1999             | Bournemouth           | SD                    | 39         | 8          | FACup+CdL       | 3+4             | 0+1             | -                  | -                  | -                  | FLT         | 3           | 2           | 49     | 11     |
| 1999-2000             | Bournemouth           | SD                    | 36         | 7          | FACup+CdL       | 3+5             | 2+0             | -                  | -                  | -                  | FLT         | 0           | 0           | 44     | 9      |
| 2000-2001             | Bournemouth           | SD                    | 45         | 9          | FACup+CdL       | 3+2             | 0               | -                  | -                  | -                  | FLT         | 1           | 0           | 51     | 9      |
| 2001-2002             | Bournemouth           | SD                    | 2          | 0          | FACup+CdL       | 1+0             | 1               | -                  | -                  | -                  | FLT         | 0           | 0           | 3      | 1      |
| 2002-2003             | Bournemouth           | TD                    | 35+3       | 5+1        | FACup+CdL       | 6+0             | 2               | -                  | -                  | -                  | FLT         | 4           | 1           | 48     | 9      |
| 2003-2004             | Bournemouth           | SD                    | 41         | 9          | FACup+CdL       | 3+1             | 0               | -                  | -                  | -                  | FLT         | 1           | 0           | 46     | 9      |
| 2004-2005             | Bournemouth           | FL1                   | 36         | 9          | FACup+CdL       | 3+1             | 1+0             | -                  | -                  | -                  | FLT         | 0           | 0           | 40     | 10     |
| 2005-2006             | Bournemouth           | FL1                   | 27         | 4          | FACup+CdL       | 0+1             | 0               | -                  | -                  | -                  | FLT         | 1           | 0           | 29     | 4      |
| 2006-2007             | Bournemouth           | FL1                   | 41         | 1          | FACup+CdL       | 3+1             | 2+1             | -                  | -                  | -                  | FLT         | 0           | 0           | 45     | 4      |
| 2007-2008             | Chesterfield          | FL2                   | 38         | 5          | FACup+CdL       | 1+0             | 0               | -                  | -                  | -                  | FLT         | 0           | 0           | 39     | 5      |
| 2008-gen. 2009        | Crawley Town          | NL                    | 21         | 2          | FACup           | 0               | 0               | -                  | -                  | -                  | FAT         | 3           | 1           | 24     | 3      |
| gen.-giu. 2009        | Bournemouth           | FL2                   | 21         | 4          | FACup+CdL       | 0+0             | 0               | -                  | -                  | -                  | FLT         | 0           | 0           | 21     | 4      |
| 2009-2010             | Bournemouth           | FL2                   | 45         | 4          | FACup+CdL       | 2+1             | 0               | -                  | -                  | -                  | FLT         | 0           | 0           | 48     | 4      |
| 2010-2011             | Bournemouth           | FL1                   | 38+1       | 6+0        | FACup+CdL       | 2+0             | 1               | -                  | -                  | -                  | FLT         | 0           | 0           | 41     | 7      |
| 2011-2012             | Bournemouth           | FL1                   | 20         | 1          | FACup+CdL       | 1+1             | 0               | -                  | -                  | -                  | FLT         | 2           | 0           | 24     | 1      |
| mar.-apr. 2012        | Plymouth Argyle       | FL1                   | 6          | 0          | FACup+CdL       | -               | -               | -                  | -                  | -                  | FLT         | -           | -           | 6      | 0      |
| 2012-2013             | Bournemouth           | FL1                   | 11         | 0          | FACup+CdL       | 1+0             | 0               | -                  | -                  | -                  | FLT         | 0           | 0           | 12     | 0      |
| Totale Bournemouth    | Totale Bournemouth    | Totale Bournemouth    | 617+4      | 103+1      |                 | 71              | 14              |                    | -                  | -                  |             | 23          | 4           | 715    | 122    |
| Totale carriera       | Totale carriera       | Totale carriera       | 729        | 115        |                 | 77              | 5               |                    | -                  | -                  |             | 30          | 6           | 836    | 136    |